# Старцево (Вытегорский район)
Старцево — деревня в Вытегорском районе Вологодской области.
Входит в состав Алмозерского сельского поселения, с точки зрения административно-территориального деления — в Алмозерский сельсовет.
Расположена на берегу Ильинского озера. Расстояние по автодороге до районного центра Вытегры — 50 км, до центра муниципального образования посёлка Волоков Мост — 13 км. Ближайшие населённые пункты — Великий Двор, Конецкая, Новостройка.
По переписи 2002 года население — 1 человек.